# Copelatus galapagoensis
Copelatus galapagoensis is een keversoort uit de familie waterroofkevers (Dytiscidae). De wetenschappelijke naam van de soort werd in 1845 gepubliceerd door George Robert Waterhouse.
De soort werd verzameld door Charles Darwin in de Galapagoseilanden. Ze komt enkel voor in deze archipel.